# Ceratinella buna
Ceratinella buna là một loài nhện trong họ Linyphiidae.
Loài này thuộc chi Ceratinella. Ceratinella buna được Ralph Vary Chamberlin miêu tả năm 1949.